# Kayanza (tỉnh)
Kayanza là một trong 18 tỉnh của Burundi.

## Hành chính
Tỉnh được chia thành 9 xã:
- Butaganzwa
- Gahombo
- Gatara
- Kabarore
- Kayanza
- Matongo
- Muhanga
- Muruta
- Rango